# Gladdenstedt
Gladdenstedt ist ein Ortsteil der Gemeinde Jübar im Altmarkkreis Salzwedel in Sachsen-Anhalt.

## Geographie
Das Dorf Gladdenstedt liegt vier Kilometer südwestlich von Jübar in der Altmark direkt an der westlich verlaufenden Landesgrenze zu Niedersachsen. Westlich fließt die Ohre mit den Naturschutzgebieten Ohreaue und Mittlere Ohreaue.
Nachbarort auf niedersächsischem Gebiet ist Radenbeck, ein Ortsteil der Stadt Wittingen.

## Geschichte

### Mittelalter bis Neuzeit
Das Dorf Gladdenstedt wurde urkundlich erstmals am 18. Juli 1420 erwähnt, als Kurfürst Friedrich I. Günzel von Bartensleben belehnte. Unter den Lehngütern wurden drei Höfe im dorffe czu glenstede genannt.
Im Jahre 1500 verschrieb das Kloster Diesdorf einem Domherrn zu Hildesheim eine Leibrente. Darin wurde eyne wisch to Gledenstede erwähnt. Zahn schreibt: „Der Umstand, dass ein Teil der Feldmark von einem auswärtigen Bauern betrieben wird, lässt erkennen, dass der Ort wüst geworden ist, was also am Ende des 15. Jahrhunderts geschehen sein muss.“ Das eingegangene Dorf stand einen halben Kilometer nordwestlich von dem jetzigen Dorf.
Nach einer vertraglichen Regelung zwischen den Kurfürsten von Brandenburg und Braunschweig-Lüneburg bestand die Landeshoheit in der Gegend seit 1692 allein beim Kurfürsten von Brandenburg. Das heutige Dorf entstand als Kolonistendorf in Form einer Zeile ab 1710 auf einer wüsten Feldmark. 1711 waren bereits vier Höfe wiederaufgebaut.
Die heutige Straße „Zur Mühle“ erinnert an die Wichmanns Mühle. Sie lag am südwestlichen (rechten) Ohreufer. Bereits 1745 wird eine Wassermühle mit einem Gang genannt. Sie gehörte den von der Schulenburg zur Herrschaft Wolfsburg. Im Jahre 1804 wird sie Wiegmanns-Mühle genannt, 1842 Wiechmannsmühle. Im Jahre 1928 wurde die Gladdenstedter Wassermühle aus der Pfarrei Zasenbeck (Provinz Hannover) nach Jübar eingekircht.
Die historische Bevölkerung von Gladdenstedt ist für die Jahre 1712 bis 1814 in einem Ortsfamilienbuch dokumentiert.
Zu Beginn des 20. Jahrhunderts existierten im Südosten des Dorfes eine Windmühle und eine Ziegelei.
Am 2. Februar 1990 wurde die Grenze zu Niedersachsen geöffnet. Der neu eingerichtete Grenzübergang war bis zur Aufhebung der Grenzkontrollen am 1. Juli 1990 in Betrieb.

### Herkunft des Ortsnamens
Eine Deutung der ersten Erwähnung glenstede ist bislang nicht bekannt. Ausgehend von Gladdenstedt leitet Heinrich Sültmann den Namen vom althochdeutschen Wort „glat“ oder dem altsächsischen „glad“ für „froh, leuchtend, glänzend“ ab. Es ist vielleicht im Sinne von Lichtung oder Leuchtptatz zu verstehen.

### Eingemeindungen
Gladdenstedt gehörte ursprünglich zum Salzwedelischen Kreis der Mark Brandenburg in der Altmark. Von 1807 bis 1808 lag es im Kanton Brome und von 1808 bis 1813 im Kanton Jübar auf dem Territorium des napoleonischen Königreichs Westphalen. Nach weiteren Änderungen kam es 1816 in den Kreis Salzwedel, den späteren Landkreis Salzwedel im Regierungsbezirk Magdeburg in der Provinz Sachsen in Preußen.
Am 25. Juli 1952 kam die Gemeinde Gladdenstedt zum Kreis Klötze. Am 1. Juli 1973 wurden die Gemeinden Gladdenstedt und Wendischbrome in die Gemeinde Nettgau eingemeindet.
Am 1. Januar 2010 wurde Nettgau zusammen mit Bornsen, Hanum, Jübar und Lüdelsen zur neuen Gemeinde Jübar vereinigt. Seitdem ist Gladdenstedt ein Ortsteil von Jübar.

### Einwohnerentwicklung
| Jahr | Einwohner |
| ---- | --------- |
| 1774 | 066       |
| 1789 | 071       |
| 1798 | 053       |
| 1801 | 055       |
| 1818 | 076       |
| 1840 | 112       |

| Jahr | Einwohner |
| ---- | --------- |
| 1864 | 131       |
| 1871 | 134       |
| 1885 | 131       |
| 1892 | [00]136   |
| 1895 | 156       |
| 1900 | [00]168   |

| Jahr | Einwohner |
| ---- | --------- |
| 1905 | 168       |
| 1910 | [00]167   |
| 1925 | 185       |
| 1939 | 173       |
| 1946 | 209       |
| 1964 | 153       |

| Jahr | Einwohner |
| ---- | --------- |
| 2015 | [00]88    |
| 2018 | [00]82    |
| 2020 | [00]82    |
| 2021 | [00]83    |
| 2022 | [00]86    |
| 2023 | [0]83     |

Quelle, wenn nicht angegeben, bis 1964:

## Religion
Die evangelischen Christen aus Gladdenstedt gehören zur Kirchengemeinde Jübar, die zur Pfarrei Jübar gehörte, die heute betreut wird vom Pfarrbereich Diesdorf im Kirchenkreis Salzwedel im Bischofssprengel Magdeburg der Evangelischen Kirche in Mitteldeutschland.

## Kultur und Sehenswürdigkeiten

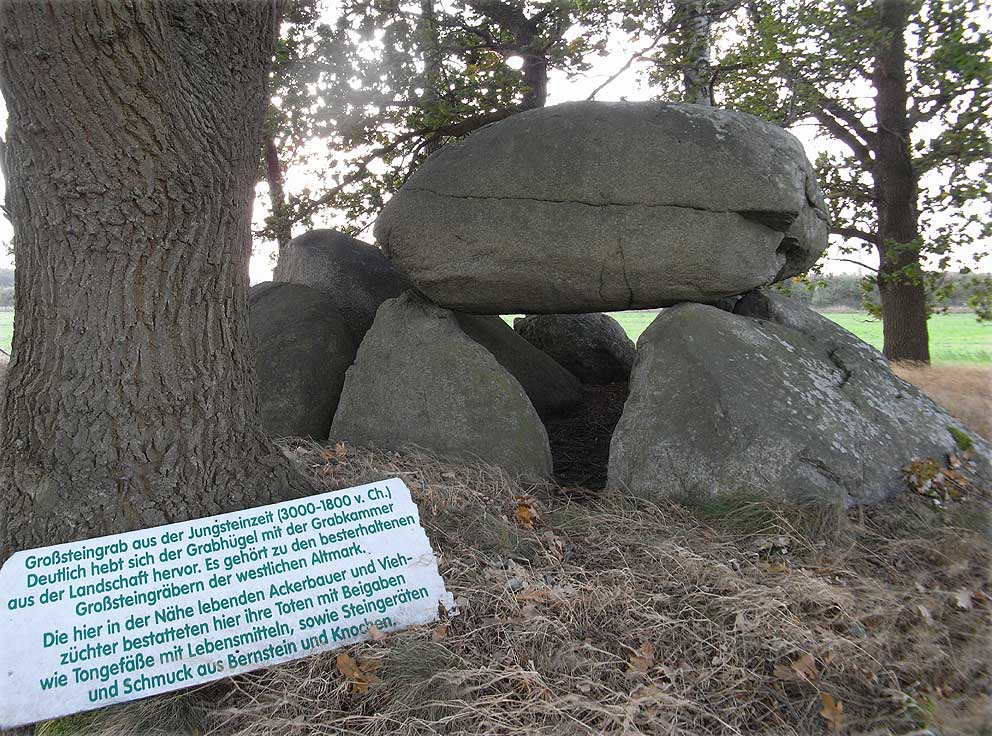
Großsteingrab Nettgau

- Nordöstlich von Gladdenstedt liegt das Großsteingrab Nettgau, eine jungsteinzeitliche Grabanlage.
- In Gladdenstedt steht auf dem Dorfplatz in der Ortsmitte ein Denkmal für die Gefallenen des Ersten und Zweiten Weltkrieges.[21]
- Ein Gedenkstein in der Dorfstraße erinnert an die Grenzöffnung im Jahre 1990.[12]
- Der Friedhof liegt am Nordrand des Dorfes.

## Verkehr
Im Dorf endet die Kreisstraße 1119, deren Verlängerung als niedersächsische Kreisstraße 23 in das benachbarten Radenbeck zur B 244 führt.
Der Radwanderweg „Am Grünen Band“ führt durch Gladdenstedt. Das Grüne Band beginnt westlich des Dorfes.
Es verkehren Linienbusse und Rufbusse der Personenverkehrsgesellschaft Altmarkkreis Salzwedel.